# Francisco Cismontano
Francisco do Brasil Pinto Bandeira e Acioli de Vasconcelos, conhecido por Francisco Cismontano (Ipojuca, 1849 - Recife, 1882) foi um escritor brasileiro, poeta e ensaísta.
É o patrono da cadeira 15 da Academia Pernambucana de Letras.

## Obras
- Ecos da Antiguidade
- Ensaios clássicos por Francisco Cismontano.[3]

## Homenagens
O Instituto Federal de Pernambuco, campus Ipojuca, prestou homenagem, denominando sua biblioteca com o título Biblioteca Francisco Cismontano.